# Teodoro Quartim Barbosa
Teodoro Quartim Barbosa (Itapira, 12 de janeiro de 1897 - São Paulo, 24 de julho de 1968) foi um engenheiro agrônomo, banqueiro, empresário e político brasileiro, tendo sido um dos principais acionistas e presidente do  Banco do Commércio e Indústria de São Paulo S.A. (Comind) até seu falecimento.

## História
Nascido em Itapira, ingressou na Escola Superior de Agricultura Luiz de Queiroz, onde foi presidente do Centro Acadêmico e se formou na turma de 1916. Após se formar, ingressou na coordenação das atividades agropecuárias e empresariais de sua família. Paralela à atividade empresarial, fomentou atividades políticas como o ingresso no partido democrático onde foi eleito para seu conselho consultivo em 29 de dezembro de 1926. Em 1928 era segundo tesoureiro da Sociedade Rural Brasileira e diretor do Instituto do Café de São Paulo. 
O auge de suas atividades políticas se deu quando foi eleito deputado classista (representando a classe patronal agropecuária) na Assembléia Legislativa de São Paulo em dezembro de 1935. Com o advento do Estado Novo, foi deposto do cargo e voltou-se para as atividades empresariais.
Nessa época, adquiriu o Frigorífico Bianco em Cruzeiro, investindo em sua reestruturação. Em 1939, a empresa foi reaberta e rebatizada Frigorífico Cruzeiro. Uma das primeiras ações de Barbosa foi admitir mão-de-obra feminina na linha de produção, além de conceder assistência à maternidade (sendo uma das primeiras empresas nacionais a contar com uma creche interna), seguro para acidentes, assistência médica e odontológica além de um clube recreativo para todos os funcionários.
Durante a gestão de Lucas Nogueira Garcez, Barbosa foi Secretário da Fazenda do Estado de São Paulo por quatro meses. Ao deixar a pasta, comandou um grupo empresários que financiou a implantação da fábrica da Willys-Overland do Brasil, sendo seu primeiro presidente. 
Posteriormente ingressou na diretoria do Banco do Commércio e Indústria de São Paulo (Comind) em 1955. Em 1961, assumiu a diretoria do banco. Paralelamente assumiu a direção da Companhia Siderúrgica Paulista até assumir o banco.
Em sua gestão à frente do banco, concedeu grandes empréstimos de longo prazo para financiar a expansão da indústria paulista e ingressou em uma união de 25 bancos nacionais para formar a Finasa. Por desentendimentos com Gastão Vidigal (proprietário do Banco Mercantil), deixou a Finasa e passou a lutar contra Vidigal, que tencionava incorporar o Comind ao Mercantil. Conduzindo o Comind, não preparou sua sucessão de forma adequada. Isso se revelou um grave problema quando adoeceu e faleceu subitamente em 24 de julho de 1968. O banco passou a ser administrado por um consórcio idealizado por ele por antes de falecer, chamado Serviços Técnicos de Administração de Bens Ltda. (Stab). A Stab era formado pelos acionistas do banco ou representantes destes, dos quais os maiores eram: Carlos Eduardo Quartim Barbosa (Charlô, filho de Quartim, com 20,36%), Mário Slerca e família Garcia da Rosa (19,05%), irmãos Antonio e José Ermírio de Moraes Filho (18,05%) e Paulo Egydio Martins e Ralph Rosemberg (10,36%). Esse consórcio acabou desfeito por manobras jurídicas de Charlô, que assumiu o controle acionário do banco e acabou realizando uma gestão temerária (e, ao mesmo tempo, recusando ofertas de aquisição do banco Comind por parte de Vidigal) culminando com a quebra do Comind em 1985.